# Милан Д. Нешић
Милан Нешић (Београд, 11. октобар 1939) инжењер је електротехнике и савремени српски писац.

## Биографија
Рођен у Београду. Отац му се звао Драгољуб. Школовао се у Свилајнцу и краће време у Књажевцу и Призрену. Дипломирао је 1963. године на Електротехничком факултету у Београду. Радио је у фабрици машина алатљика „Иво Лола Рибар“ у Железнику, потом био приватни професор математике. Матерњи језик му је српски (српско-хрватски), говори немачки, чита енглески и руски.
Научне радове је објављивао у ондашњем часопису „Аутоматика“ (југословенски стручни часопис за аутоматизацију), а његова књига сведочења чува се у рукопису од године 1982. у архиви Српске академије науке и уметности под насловом „Политика, хлеб и књига” (број 14497ИстЗб).
Министарство културе му је 1974. године откупило део тиража романа „Први дани” за библиотеке Србије и исплатило хонорар. Године 1991. „А-Ш Дело“ му је објавило четворотом „Кроз социјализам до Бога”, ово дело чине роман „Први дани”, филозофски роман „Есеј о Богу”, сведочења „Политика, хлеб и књига” и трактат „Филозофија и веровање”.
Живи у Београду као пензионер.